# 日枝山手台
日枝山手台（ひえやまてだい）は、滋賀県湖南市にある地名。現行行政地名は日枝山手台一丁目から日枝山手台三丁目。

## 地理
- 湖南市の南西部に位置し、周囲は岩根に囲まれている。

## 歴史
- 2016年（平成28年）10月1日 - 日枝土地区画整理事業の換地処分に伴い、岩根字ワンワン山の一部を分離し、日枝山手台一丁目を新設[4]。
- 2022年（令和4年）3月22日 - 日枝土地区画整理事業の換地処分に伴い、岩根字ワンワン山の一部を分離し、日枝山手台二丁目及び三丁目を新設[5]。

## 世帯数と人口
2020年（令和2年）10月1日現在（国勢調査）の世帯数と人口（国勢調査調べ）は以下の通りである。
| 丁目             | 世帯数 | 人口  |
| ---------------- | ------ | ----- |
| 日枝山手台一丁目 | 82世帯 | 295人 |

### 人口の変遷
国勢調査による人口の推移。
| 2020年（令和2年） | 295人 | [ 1 ] |  |

### 世帯数の変遷
国勢調査による世帯数の推移。
| 2020年（令和2年） | 82世帯 | [ 1 ] |  |

## 学区
市立小・中学校に通う場合、学区は以下の通りとなる（2022年4月時点）。
| 丁目             | 番・番地等 | 小学校             | 中学校             |
| ---------------- | ---------- | ------------------ | ------------------ |
| 日枝山手台一丁目 | 全域       | 湖南市立下田小学校 | 湖南市立日枝中学校 |
| 日枝山手台二丁目 | 全域       | 湖南市立下田小学校 | 湖南市立日枝中学校 |
| 日枝山手台三丁目 | 全域       | 湖南市立下田小学校 | 湖南市立日枝中学校 |

## その他

### 日本郵便
- 郵便番号 : 520-3255[2]（集配局 : 甲西郵便局[7]）。